# Hori II. (vezír)

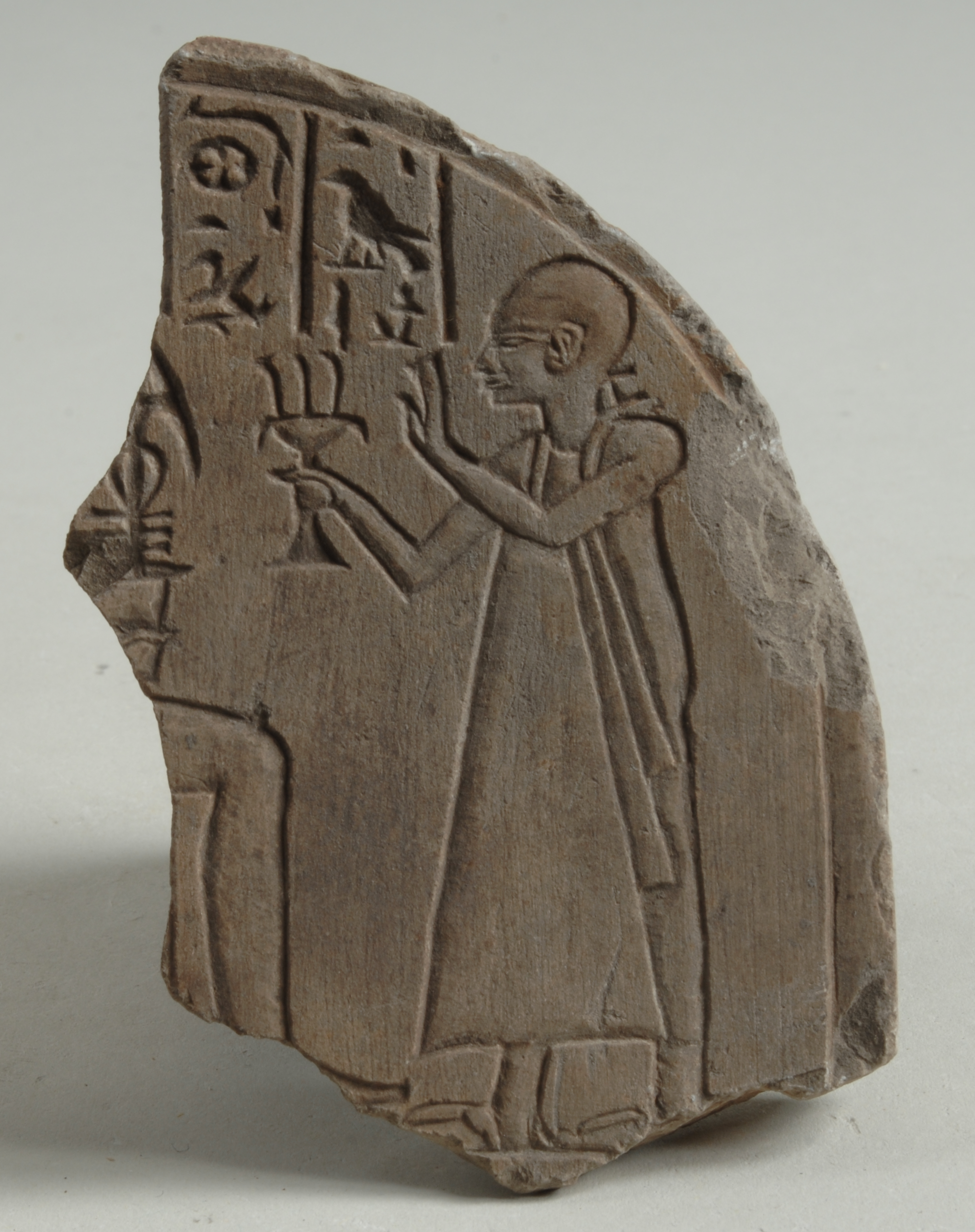

Hori II. byl vezírem ve starověkém Egyptě. Působil za vlády Sethiho II., Siptaha, Tausret, Setnachta a Ramesse III.

## Rodina
Hori II. byl synem Horiho I., který byl veleknězem Ptaha, a vnukem prince Chamuaseta. Byl tedy přímý potomek faraona Ramesse II.

## Životopis
Hori sloužil jako vezír od vlády Sethiho II. do 16. roku vlády Ramesse III. Nastoupil po předešlém vezírovi Paraemhebovi.